# Mark Briscoe
Mark Pugh (Laurel (Delaware), 18 januari 1985), beter bekend als Mark Briscoe, is een Amerikaans professioneel worstelaar die sinds 2022 actief is in Impact Wrestling. Briscoe is best bekend van zijn 22-jarige carrière bij de worstelorganisatie RIng of Honor Wrestling Entertainment (ROH). Mark is samen met zijn broer, Jay Briscoe, een record 12-voudig ROH World Tag Team Champion en een voormalige ROH World Six-Man Tag Team Champion met Bully Ray.
In Japan was hij met zijn broer actief in New Japan Pro Wrestling (NJPW). Beide zijn een voormalige IWGP Tag Team Championship en 2-voudig NEVER Openweight 6-Man Tag Team Championship met Toru Yano.

## Prestaties
- Combat Zone Wrestling
  - CZW World Tag Team Championship (2 keer) – met Jay Briscoe[3]
- Extreme Rising
  - Match of the Year (2012) met Jay Briscoe vs. The Blk Out vs. Los Dramáticos
  - Extreme Rising Moment of the Year (2012) met Mark Briscoe debutterde in een Cage match tegen Blk Out en Los Fantásticos.
- Full Impact Pro
  - FIP Tag Team Championship (1 keer) – met Jay Briscoe[3]
- Game Changer Wrestling
  - GCW Tag Team Championship (2 keer) - met Jay Briscoe[3]
- House of Glory
  - HOG Tag Team Championship (1 keer) - met Jay Briscoe[3]
- Impact Wrestling
  - Impact World Tag Team Championship (1 keer) - met Jay Briscoe[3]
- Jersey Championship Wrestling
  - JCW Light Heavyweight Championship (1 keer)[3]
- National Wrestling Alliance
  - Crockett Cup (2022) - with Jay Briscoe
- New Japan Pro-Wrestling
  - IWGP Tag Team Championship (1 keer) – met Jay Briscoe[3]
  - NEVER Openweight 6-Man Tag Team Championship (2 times) – met Jay Briscoe en Toru Yano[3]
- NWA Wildside
  - NWA Wildside Tag Team Championship (1 keer) – met Jay Briscoe[3]
- Pro Wrestling Illustrated
  - Gerangschikt op #49 van de 500 worstelaars in de PWI 500 in 2013[4]
- Pro Wrestling Noah
  - GHC Junior Heavyweight Tag Team Championship (1 keer) – met Jay Briscoe[3]
- Pro Wrestling Unplugged
  - PWU Tag Team Championship (1 keer) – met Jay Briscoe[3]
- Real Championship Wrestling
  - RCW Tag Team Championship (1 keer) – met Jay Briscoe[3]
  - RCW Tag Team Championship Tournament (2009) – met Jay Briscoe[3]
- Ring of Honor
  - ROH World Six-Man Tag Team Championship (1 keer) – met Bully Ray en Jay Briscoe[3]
  - ROH World Tag Team Championship (12 keer) – met Jay Briscoe
  - Honor Rumble (2009, 2013)[5]
  - Tag Team of the Decade (2010s) – met Jay Briscoe[6]
  - ROH Year-End Award (1 keer)
    - Tag Team of the Year (2019) – met Jay Briscoe[7]

  - ROH Hall of Fame (Class of 2022)[8]
- Squared Circle Wrestling
  - 2CW Tag Team Championship (1 keer) – met Jay Briscoe[3]
- USA Xtreme Wrestling
  - UXW Tag Team Championship (1 keer) – met Jay Briscoe
- Wrestling Observer Newsletter awards
  - Tag Team of the Year (2007) – met Jay Briscoe